# Sedum fusiforme
Sedum fusiforme är en fetbladsväxtart som beskrevs av Richard Thomas. Lowe. Sedum fusiforme ingår i Fetknoppssläktet som ingår i familjen fetbladsväxter. Inga underarter finns listade i Catalogue of Life.